# Megachile larochei
Megachile larochei là một loài Hymenoptera trong họ Megachilidae. Loài này được Tkalcu mô tả khoa học năm 1994.